# 球王棋
球王棋（Rollerball），是法國人Jean-Louis Cazaux於1998年推出的國際象棋變體，名字取自1975年一個科幻電影。

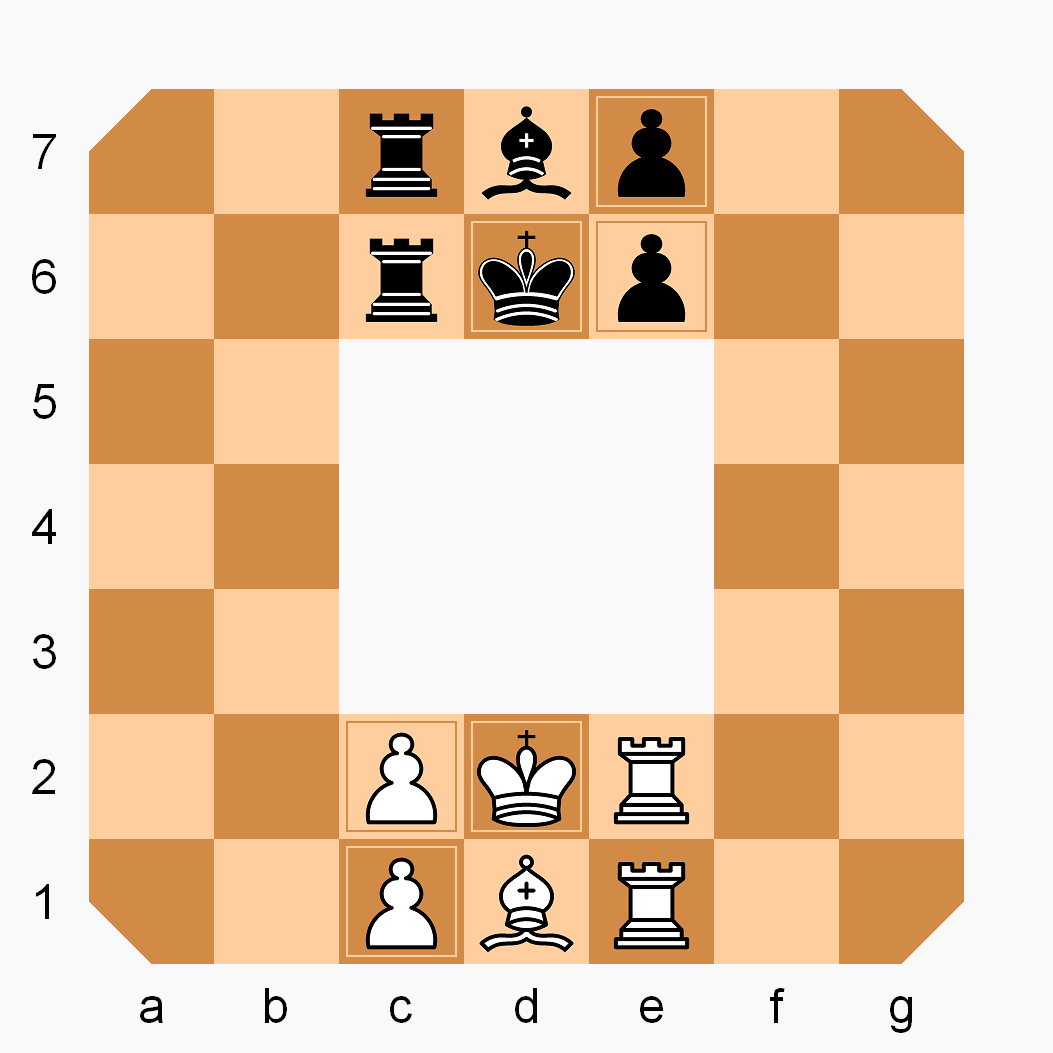
球王棋初始位置

## 棋具
- 7*7方格棋盤，除去中間3*3區域，成為有內、外兩環道的棋盤，組成四十個棋格。
- 使用國際象棋棋子。每方有王、象各一枚；兵、車各兩枚。

## 規則
- 初始排列：
  - 白方：兵C1、C2；象D1；王D2；車E1、E2。
  - 黑方：兵E7、E6；象D7；王D6；車C6、C7。
- 移動方向不同於傳統，以順時鐘方向為前方。
- 每方回合移動一枚己棋，皆能移至空處或敵棋處。若移至敵棋處，則將該敵棋移除。所有棋子不得越子。
  - 王移至八方鄰格，但不能因此處於敵方攻擊處。
  - 兵移至正前或前斜鄰格。移到敵兵初始位時，立即升級為除王、兵以外的其他種己棋。
  - 象移至斜鄰格；或朝前斜方移動任意格，行到內或外環道棋邊時能直角轉彎一次。
  - 車移至正鄰格；或朝正前方移動任意格，若處於外環道，行至棋角格時還能直角轉彎一次。

- 以將死敵王為勝；或己王以順時間方向環繞半圈進入敵王初始位置[2][3]。

## 外部連結
- 遊戲下載 （页面存档备份，存于）